# Lê Văn Kim
Lê Văn Kim (1918-1987) nguyên là một cựu tướng lĩnh gốc Pháo binh của Quân lực Việt Nam Cộng hòa, cấp bậc Trung tướng. Ông xuất thân từ trường Sĩ quan Trù bị chuyên ngành tại Pháp vào thời điểm mới xảy ra Thế chiến 2. Tuy nhiên, ông chỉ phục vụ chuyên môn của mình một thời gian ngắn. Sau này, hầu hết thời gian tại ngũ ông chuyên về lĩnh vực Tham mưu và Quân huấn. Là một trong số ít sĩ quan được thăng cấp tướng ở thời kỳ Đệ Nhất Cộng hòa (Thiếu tướng năm 1956). Ông là em rể của tướng Trần Văn Đôn và đã cùng với tướng Dương Văn Minh là bộ ba tổ chức cuộc đảo chính năm 1963 lật đổ chính quyền Tổng thống Ngô Đình Diệm và kết thúc trong "Vụ ám sát ông Ngô Đình Diệm và người em trai là ông Ngô Đình Nhu".

## Tiểu sử & Binh nghiệp
Ông sinh năm 1918 tại Huỳnh Kim, Bình Định, miền Trung Việt Nam trong một gia đình khá giả, có Quốc tịch Pháp. Thuở nhỏ, ông theo người chú sang Pháp và học phổ thông từ bậc Tiểu học. Năm 1937, ông tốt nghiệp Tú tài toàn phần Pháp (Part II) tại Montpellier. Đang là sinh viên năm thứ 2 Đại học ở Paris, ông gia nhập quân đội.

### Quân đội Pháp
Đầu năm 1940, thi hành lệnh động viên của Chính phủ Pháp, ông nhập ngũ vào Quân đội Pháp. Được theo học tại trường Sĩ quan Pháo binh Poitiers. Một năm sau tốt nghiệp với cấp bậc Chuẩn úy trừ bị. Ra trường, ông được về phục vụ một đơn vị Pháo binh tại Pháp cho đến ngày hồi hương.

### Quân đội Liên hiệp Pháp
Cuối tháng 8 năm 1945, thuyên chuyển về Việt Nam, ông được thăng cấp Thiếu úy tùng sự tại Văn phòng Tham mưu của Thủy sư Đô đốc Georges Thierry De Argenlieu, Cao uỷ Pháp tại Đông Dương ở Sài Gòn. Đầu tháng 9 năm 1948, ông được thăng cấp Trung úy chuyển sang làm thư ký riêng của Thủ tướng Nguyễn Văn Xuân và được chuyển ngạch sang Quân đội Liên hiệp Pháp phục vụ cho Quốc gia Việt Nam mới được Pháp công nhận.

### Quân đội Quốc gia Việt Nam
Đầu năm 1950, ông được thăng cấp Đại úy tại nhiệm. Đến tháng 4, ông được cử đi du học lớp Tham mưu cao cấp tại trường Tham mưu Paris, Pháp.
Ngày 8 tháng 12 năm 1950, Quốc gia Việt Nam tách khỏi Liên hiệp Pháp và chính thức thành lập Quân đội.
Đầu năm 1951, ông mãn khóa học lớp Tham mưu ở Pháp. Về nước được chuyển ngạch sang phục vụ Quân đội Quốc gia ông được thăng cấp Thiếu tá. Tháng 3 năm 1952, ông được thăng cấp Trung tá giữ chức vụ Phụ tá Tư lệnh Đệ tứ Quân khu Cao nguyên Trung phần do . Giữa năm 1954, ông được thăng cấp Đại tá. Sau Hiệp định Genève (20 tháng 7 năm 1954), ông được cử giữ chức vụ Trưởng phòng Nghiên huấn thuộc Bộ Quốc phòng kiêm Chủ tịch Hội đồng chuyển giao.

### Quân đội Việt Nam Cộng hòa
Trung tuần tháng 1 năm 1955, ông nhận lệnh bàn giao Hội đồng Chuyển giao lại cho Trung tá Nguyễn Văn Hai. Sau đó ông được cử giữ chức vụ Đổng lý Văn phòng cho Kỹ sư Hồ Thông Minh Bộ trưởng Quốc phòng trong Nội các của Thủ tướng Ngô Đình Diệm. Ngày 19 tháng 4, ông được làm Tư lệnh tiếp thu Quân khu 5 của Việt Minh. Tháng 6 cùng năm kết thúc chiến dịch tiếp thu, ông được cử Đặc trách về Dinh điền.
Đầu năm 1956, sau một thời gian chuyển ngạch sang Quân đội Việt Nam Cộng hòa, ông được bổ nhiệm chức vụ Chỉ huy trưởng trường Đại học Quân sự ở Sài Gòn. Ngày 10 tháng 12 cùng năm ông được thăng cấp Thiếu tướng tại nhiệm. Đầu năm 1959, ông được chuyển lên Cao nguyên giữ chức vụ Chỉ huy trưởng trường Võ bị Liên quân. thay thế Trung tá Nguyễn Văn Thiệu được cử đi du học lớp Tình báo Tác chiến tại Okinawa, Nhật Bản. Đầu năm 1960, tổ chức lễ mãn khoá 14 nhân Vị (khai giảng ngày 7 tháng 2 năm 1957). Tháng 11 cùng năm, bàn giao chức vụ Chỉ huy trưởng Trường Võ bị lại cho Trung tá Trần Ngọc Huyến. Sang đầu năm 1961, ông được cử làm Phụ tá Tư lệnh Bộ Tư lệnh hành quân tại Bộ Tổng Tham mưu.
Tháng 8 năm 1963, ông chuyển sang làm Phụ tá cho Quyền Tổng Tham mưu trưởng là Trung tướng Trần Văn Đôn. Ngày 1 tháng 11, ông tham gia và cũng giữ vai trò chủ chốt trong cuộc đảo chính Tổng thống Ngô Đình Diệm. Ngày 2 tháng 11, ông được thăng cấp Trung tướng giữ chức vụ Tổng Thư ký kiêm Ngoại giao trong Hội đồng Quân nhân Cách mạng do Trung tướng Dương Văn Minh làm Chủ tịch.
Ngày 5 tháng 1 năm 1964, ông được bổ nhiệm chức vụ Tổng Tham mưu trưởng Quân đội Việt Nam Cộng hòa. Một tháng sau, ông bị quản thúc bởi tướng Nguyễn Khánh làm Chỉnh lý nội bộ, đồng thời tướng Nguyễn Khánh đảm nhiệm luôn chức vụ Tổng Tham mưu trưởng Bộ Tổng Tham mưu và đổi danh xưng chức vụ này thành Tổng Tư lệnh Quân đội.
Tháng 11 cùng năm, ông được trở lại Quân đội và được cử làm Phụ tá Tổng Tư lệnh Quân lực do Trung tướng Nguyễn Khánh làm Tổng Tư lệnh, đồng thời ông kiêm đặc trách Chỉ huy trưởng trường Võ bị Quốc gia và trường Đại học Quân sự tại Đà Lạt. Tháng 5 năm 1965, ông được giải ngũ với lý do đã phục vụ Quân đội trên 20 năm.
Trở về đời sống dân sự, ông cùng 2 cựu Trung tướng Trần Văn Đôn và Mai Hữu Xuân đứng ra thành lập Công ty xuất nhập khẩu DOXUKI (Đôn - Xuân - Kim).

## 1975
Sau ngày 30 tháng 4, ông ra trình diện Chính quyền mới, chính quyền mới đưa ông đi cải tạo tại các trại giam Quang Trung ở miền Nam và Yên Bái ở miền Bắc cho đến năm 1982 mới được trả tự do.
Năm 1983, ông được xuất cảnh sang Pháp định cư tại Quận 13 Paris qua chương trình đoàn tụ gia đình do con trai ông bảo lãnh.
Ngày 28 tháng 3 năm 1987, ông từ trần tại nơi định cư, hưởng thọ 70 tuổi, an táng tại nghĩa trang Maisons Alfort.

## Huy chương
Ông được tặng thưởng một số Huy chương Quân sự, Dân sự Việt Nam, Pháp và Hoa Kỳ, bao gồm huy chương Legion d'Honneur của Pháp.

## Gia đình
- Phụ thân: Cụ Lê Văn Nhẫn (Nguyên quán ở miền Bắc, năm 1915 di cư vào Bình Định lập nghiệp).
- Thân mẫu: Cụ Trần Thị Bộ
- Phu nhân: Bà Trần Thị Thu Hương (Sinh năm 1918 tại Bordeaux, có tên Pháp là Gabrielle Antoinette. Là ái nữ của Bác sĩ Trần Văn Đôn và là em ruột của Trung tướng André Trần Văn Đôn).

Ông bà có hai người con trai
Lê Văn Phúc, Lê Văn Minh